# Кейт Гупер
Кейт Гупер (англ. Kate Hooper, 26 лютого 1978) — австралійська ватерполістка.
Олімпійська чемпіонка 2000 року.